# Патьовський потік
Патьовський потік (словац. Paťovský potok) — річка; права притока Ториси, протікає в окрузі Пряшів.
Довжина приблизно 6.7-7.5 км. Витік знаходиться в масиві Шариська височина — на висоті приблизно 395—400 метрів.
Протікає територією села Медзани і міста Великий Шариш. Впадає в Торису на висоті приблизно 270—275 метрів.